# Циацан
Циацан (арм. Ծիածան) — село в Армавирской области Армении.

## География
Село расположено в восточной части марза, на правом берегу реки Касах, к северу от автодороги , на расстоянии 21 километра к северо-востоку от города Армавир, административного центра области. Абсолютная высота — 880 метров над уровнем моря.
Климат
Климат характеризуется как семиаридный (BSk в классификации климатов Кёппена). Среднегодовая температура воздуха составляет 12 °C. Средняя температура самого холодного месяца (января) составляет −3 °С, самого жаркого месяца (июля) — 25,2 °С. Расчётная многолетняя норма атмосферных осадков — 304 мм. Наибольшее количество осадков выпадает в мае (52 мм).

## Население
| Год переписи | Население          | Население          | Население          | Население            | Население            | Население            |
| Год переписи | Наличное население | Наличное население | Наличное население | Постоянное население | Постоянное население | Постоянное население |
| Год переписи | Всего              | Мужчины            | Женщины            | Всего                | Мужчины              | Женщины              |
| ------------ | ------------------ | ------------------ | ------------------ | -------------------- | -------------------- | -------------------- |
| 2001         | 1058               | 523                | 535                | 1110                 | 559                  | 551                  |
| 2011         | 1012               | 494                | 518                | 1056                 | 526                  | 530                  |

| Год  | Численность | Численность |
| ---- | ----------- | ----------- |
| 1831 | 115         | [ 8 ]       |
| 1873 | 393         | [ 9 ]       |
| 1897 | 530         | [ 8 ]       |
| 1926 | 440         | [ 8 ]       |
| 1939 | 512         | [ 8 ]       |
| 1959 | 587         | [ 8 ]       |
| 1970 | 825         | [ 8 ]       |
| 1979 | 872         | [ 8 ]       |
| 1989 | 1062        | [ 10 ]      |
| 2001 | 1110        | [ 8 ]       |
| 2011 | 1056        | [ 11 ]      |